# Kevin Spacey
Kevin Spacey Fowler, KBE (* 26. července 1959 South Orange, New Jersey) je americký herec, režisér, scenárista a producent. Uznání kritiků se dočkal za roli Verbala Kinta v thrilleru Obvyklí podezřelí, která mu v roce 1996 vynesla Oscara za nejlepší mužský herecký výkon ve vedlejší roli, a ztvárnění muže, který prochází krizí středního věku, v Americké kráse, za kterou v roce 2000 získal Oscara za nejlepší mužský herecký výkon v hlavní roli. Diváci ho mohou také znát jako fiktivního amerického politika Franka Underwooda z politického dramatu Dům z karet.

## Život a kariéra
Narodil se v New Jersey, od čtyř let nicméně vyrůstal v Kalifornii. Po ukončení střední školy v roce 1977 se snažil prorazit jako komik, nakonec se však přihlásil na prestižní uměleckou školu Juilliard School, kde studoval mezi lety 1979 až 1981. Svého profesionální hereckého debutu se dočkal v roce 1981 během New York Shakespeare Festival. O rok později se poprvé objevil na Broadwayi, kde si zahrál roli Osvalda v Ibsenově dramatu Přízraky.
V roce 1986 si vysloužil uznání kritiků za ztvárnění Jamieho v dramatu Cesta dlouhým dnem do noci od Eugena O'Neilla. Jeho otce hrál Jack Lemmon, který se později stal Spaceyho mentorem. Svou první cenu Tony získal za hru Lost in Yorkers v roce 1991.
Od konce 80. let se Spacey začal objevovat i ve vedlejších rolích ve filmech. Slávu mu přinesli Obvyklí podezřelí, za které získal Oscara. Následovaly role ve filmech jako Sedm, L. A. – Přísně tajné, Svět podle Prota, Pošli to dál a Superman se vrací. V roce 2000 získal svého druhého Oscara za Americkou krásu.
V únoru 2003 bylo oznámeno, že se Spacey stane novým uměleckým ředitelem Old Vic, jednoho z nejstarších a nejvýznamnějších londýnských divadel. Spacey se uvázal, že bude divadlo vést minimálně deset let, a slíbil, že on sám bude na jevišti vystupovat. Než v roce 2015 z funkce odstoupil, zahrál si v osmi produkcích a další dvě režíroval. Chváleno bylo především jeho ztvárnění Richarda III. ze stejnojmenné Shakespearovy hry, které se dočkalo 198 představení.
Významnou je také jeho role kongresmana Franka Underwooda v politickém thrilleru Dům z karet, natáčeném od roku 2013 americkou streamovací společností Netflix. Za tuto roli získal kromě jiných cen Zlatý glóbus.
V roce 2016 mu byl za zásluhy o rozvoj divadelního umění britským následníkem trůnu, princem Charlesem, udělen čestný šlechtický titul.

## Osobní život
Absence partnerky, která by Kevina Spaceyho doprovázela na premiéry a předávání cen, vedla některá média ke spekulacím o jeho sexuální orientaci. V reakci na tvrzení Spacey prohlásil: „Nikdy jsem nevěřil, že bych měl kvůli publicitě zveřejňovat svůj osobní život. Nechci to dělat. Nikdy nebudu. Mohou mě pomlouvat, jak se jim zlíbí; mohou spekulovat, jak se jim zlíbí. Já věřím, že existuje soukromý a veřejný život. Každý má právo na soukromý život bez ohledu na profesi.“
Spacey se přátelí s Billem Clintonem, kterého poznal ještě dříve, než se Clinton stal prezidentem. Je také stoupencem Demokratické strany, které do roku 2006 věnoval 42 000 dolarů.
Od roku 2003 žije v Londýně a uvažuje o získání britského občanství.

## Obvinění ze sexuálního obtěžování

### V USA
V říjnu 2017 herec Anthony Rapp v rozhovoru prohlásil, že ho měl Spacey v roce 1987 sexuálně obtěžovat. Rappovi bylo tehdy 15 let. Spacey odpověděl, že si danou situaci nepamatuje, ale že je Rappovou výpovědí zděšen. „Pokud jsem se choval, jak (on) popisuje, pak mu dlužím svou nejupřímnější omluvu za své vysoce nevhodné opilecké chování,“ řekl. Zároveň dodal, že měl v minulosti vztahy s muži i ženami, ale že v současné době žije jako gay.
Krátce na to oznámila televizní společnost Netflix, že pozastavila natáčení seriálu Dům z karet, kde hrál Spacey hlavní roli. Režisér Ridley Scott vystřihl všechny scény se Spaceym z téměř dokončeného filmu Všechny prachy světa a přetočil je s hercem Christopherem Plummerem, film byl stažen z festivalu Amerického filmového institutu v Los Angeles. Ze sexuálního obtěžování Spaceyho nařkly tři desítky mužů. Ale k soudu se doposud (červen 2022) dostal jediný případ, v němž nakonec prokuratura v roce 2019 obvinění stáhla.

### Ve Velké Británii
Britská policie 13. června 2022 oznámila, že obvinila Spaceyho ze čtyř případů sexuálního napadení tří mužů. Podle policie mělo k útokům dojít mezi březnem 2005 a dubnem 2013, a to v Londýně a v hrabství Gloucestershire. Po soudním jednání 16. června byl Spacey propuštěn na kauci do 14. července, kdy má řízení pokračovat. Jeho advokát uvedl, že Spacey „má v úmyslu dokázat, že je v případech sexuálních trestných činů nevinný“.

## Vybraná filmografie
- 1986 Hořkost
- 1988 Rocket Gibraltar
- 1988 Podnikavá dívka
- 1989 Táta
- 1989 Nevidím zlo, neslyším zlo
- 1990 Henry & June
- 1992 Konkurenti
- 1992 Ochotní dospělí
- 1994 Velký závod
- 1994 Nezvaný host
- 1994 Swimming with Sharks
- 1995 Obvyklí podezřelí
- 1995 Sedm
- 1995 Smrtící epidemie
- 1996 Čas zabíjet
- 1997 L. A. – Přísně tajné
- 1997 Půlnoc v zahradě dobra a zla
- 1998 Vyjednavač
- 1998 Život brouka
- 1999 Americká krása
- 2000 Pošli to dál
- 2001 Ostrovní zprávy
- 2001 Svět podle Prota
- 2002 Austin Powers: Goldmember
- 2003 Svět podle Lelanda
- 2003 Život Davida Galea
- 2004 Za mořem
- 2005 Mimo zákon
- 2006 Superman se vrací
- 2007 Santa má bráchu
- 2008 Nové sčítání hlasů
- 2008 Oko bere
- 2009 Telstar
- 2009 Cvokař
- 2009 Muži, co zírají na kozy
- 2009 Moon
- 2017 Baby Driver